# Balkan-Windröschen

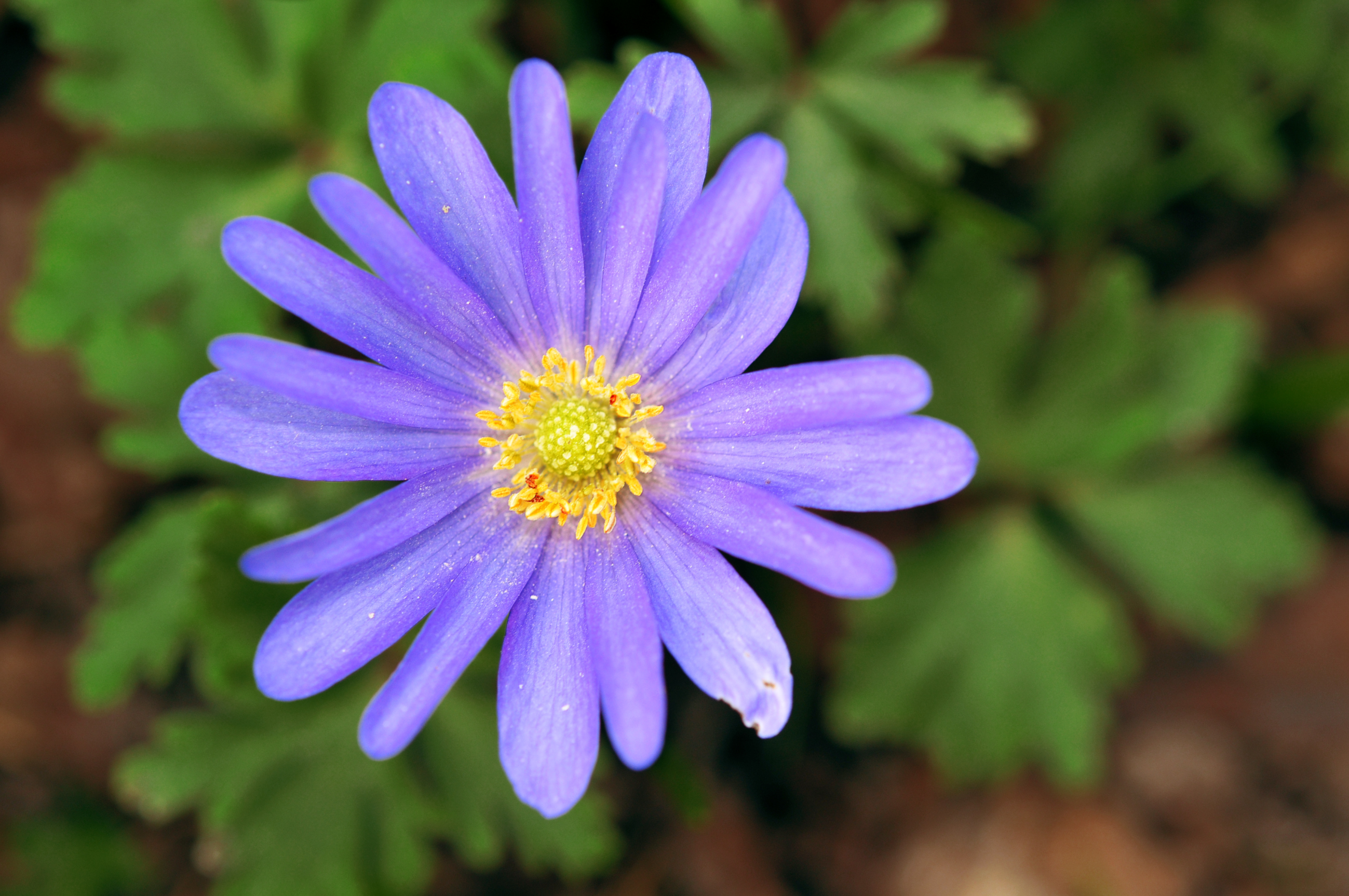
Anemone blanda Blue Shades

Das Balkan-Windröschen (Anemone blanda Schott & Kotschy, Syn. Anemone apennina subsp. blanda (Schott & Kotschy) Nyman), auch Reizendes Windröschen genannt, ist eine Pflanzenart aus der Gattung Windröschen (Anemone) in der Familie der Hahnenfußgewächse (Ranunculaceae).

## Merkmale
Das Balkan-Windröschen ist eine ausdauernde Pflanze mit einem knolligen Rhizom als Überdauerungsorgan, die Wuchshöhen von 7 bis 25 Zentimeter erreicht. Die Unterseite der Blattspreite ist kahl oder fast kahl. Der Blütenstiel ist mehr oder weniger abstehend lang behaart. Die 12 bis 20 Blütenhüllblätter sind kahl und blau, malvenfarben, weiß oder rosa gefärbt. Die Sammelfrüchte sind im Gegensatz zur ähnlichen Anemone apennina nickend.
Blütezeit ist von März bis April.

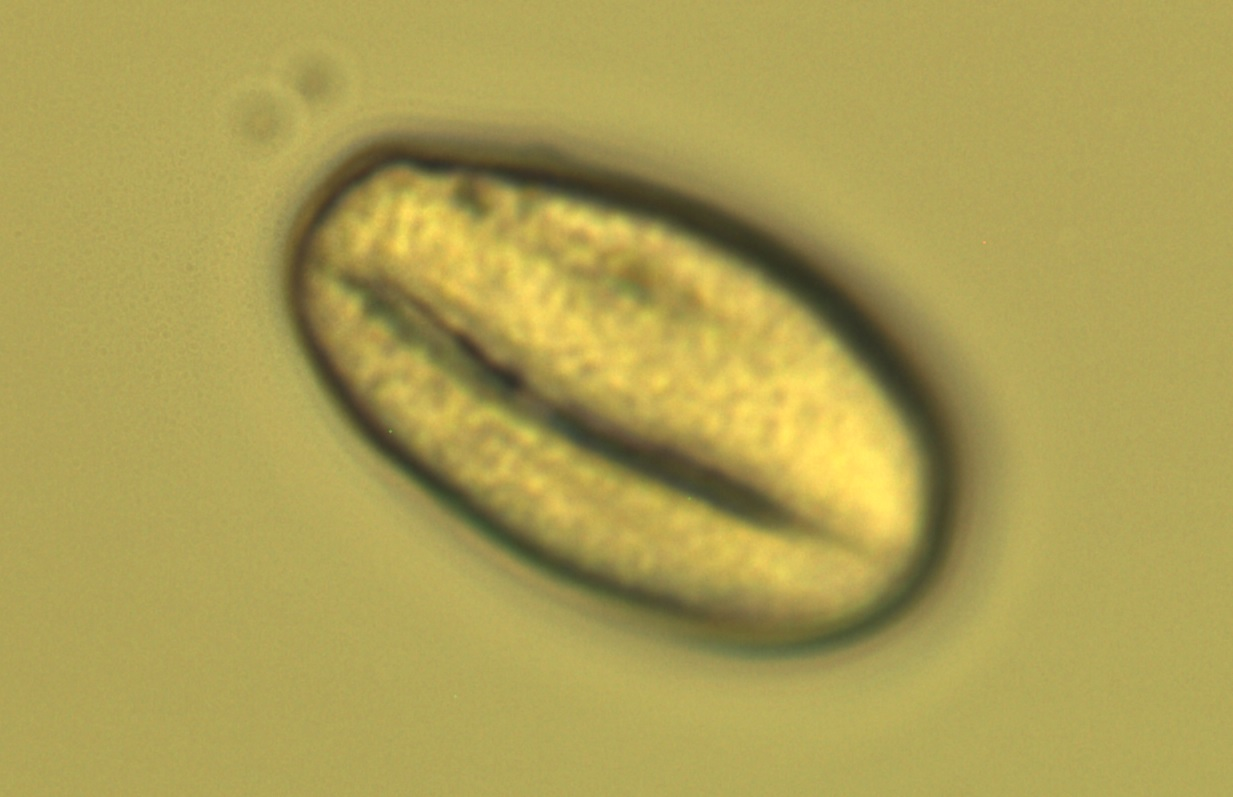
Pollenkorn des Balkan-Windröschens (400×)

Die Chromosomenzahl beträgt 2n = 16.

## Vorkommen
Das Balkan-Windröschen kommt auf dem Balkan, auf Zypern, in West-Syrien, in der Türkei und im Kaukasus in Nadelwäldern, Gebüschen und Felsfluren in Höhenlagen von 150 bis 1700 Meter vor. In Deutschland ist die Art verwildert.
Die ökologischen Zeigerwerte nach Landolt et al. 2010 sind in der Schweiz: Feuchtezahl F = 3 (mäßig feucht), Lichtzahl L = 3 (halbschattig), Reaktionszahl R = 3 (schwach sauer bis neutral), Temperaturzahl T = 4 (kollin), Nährstoffzahl N = 3 (mäßig nährstoffarm bis mäßig nährstoffreich), Kontinentalitätszahl K = 2 (subozeanisch).

## Nutzung
Das Balkan-Windröschen wird zerstreut als Zierpflanze für Gehölzgruppen und Steingärten genutzt und ist seit spätestens 1898 in Kultur. Es gibt einige Sorten (Auswahl):
- 'Blue Shades': Die Blüten sind blau.
- 'Bridesmaid': Die Blüten sind weiß.
- 'Charmer': Die Blüten sind dunkelrosa.
- 'Ingramii' ('Atrocoerulea'): Die Blüten sind tief blauviolett.
- 'Pink Star': Die Blüten sind hellrosa.
- 'Radar': Die Blüten sind karminrot, ihre Mitte ist weiß.
- 'Rosea': Die Blüten sind rosa.
- 'Violet Star': Die Blüten sind hellviolett, ihre Mitte ist hell.